# حارة بن شلال (المعلا)
حارة بن شلال هي إحدى حارات حي ردفان الواقع بمديرية المعلا التابعة لمحافظة عدن، بلغ تعداد سكانها 312 نسمة حسب تعداد اليمن لعام 2004.